# Naucalpan de Juárez
Naucalpan de Juárez, antiguamente conocida como San Bartolo Naucalpan, es una ciudad mexicana ubicada en el Estado de México, cabecera del municipio homónimo. Es la tercera ciudad más poblada del estado, tras Ecatepec y Nezahualcóyotl, y forma parte de la zona metropolitana del Valle de México.

## Toponimia
Naucalpan de Juárez es el nombre oficial de la cabecera municipal, proviene del topónimo náhuatl de origen prehispánico Nauhcalpan, que significa Lugar sobre cuatro casas, que deriva de nahui cuatro, calli casas y -pan, que denota un lugar sobre o encima de.

## Demografía
De acuerdo con el censo de 2020, Naucalpan de Juárez tenía 776 220 habitantes, de los que 402 522 eran mujeres y 373 698, hombres. Se contabilizaron 225 450 viviendas particulares habitadas, con un promedio de 3.44 ocupantes por cada una. 
| Gráfica de evolución demográfica de Naucalpan de Juárez entre 1900 y 2020 |
|                                                                           |
| Fuente: Instituto Nacional de Estadística y Geografía.                    |